# Down Here Like You
Down Here, Like You är en 7" av Göteborgsbandet Studio som utkom 2002 på skivbolaget Service. Skivan pressades i en upplaga av 300 exemplar som fort sålde slut.

## Låtlista
1. "Down Here, Like You" - 4:14
2. "Popular Women Get What They Deserve" - 3:01